# Sci alpino ai XXIV Giochi olimpici invernali - Combinata femminile
La gara di combinata femminile dello sci alpino dei XXIV Giochi olimpici invernali di Pechino si è svolta il 17 febbraio 2022 presso il comprensorio sciistico di Xiaohaituo nella Contea di Yanqing. La vittoria finale è andata alla svizzera Michelle Gisin, che ha concluso la prova con il tempo di 2'25"67, precedendo la connazionale Wendy Holdener e l'italiana Federica Brignone.

## Risultati
| Pos.    | N° | Atleta              | Nazione              | Discesa | Pos. Discesa | Slalom  | Pos. Slalom | Totale  | Distacco |
| ------- | -- | ------------------- | -------------------- | ------- | ------------ | ------- | ----------- | ------- | -------- |
| Oro     | 7  | Michelle Gisin      | Svizzera             | 1'33"42 | 12           | 52"25   | 1           | 2'25"67 |          |
| Argento | 20 | Wendy Holdener      | Svizzera             | 1'33"41 | 11           | 53"31   | 3           | 2'26"72 | +1"05    |
| Bronzo  | 16 | Federica Brignone   | Italia               | 1'33"11 | 8            | 54"41   | 4           | 2'27"52 | +1"85    |
| 4       | 5  | Ester Ledecká       | Rep. Ceca            | 1'32"43 | 2            | 55"89   | 5           | 2'28"32 | +2"65    |
| 5       | 3  | Katharina Huber     | Austria              | 1'35"68 | 19           | 53"12   | 2           | 2'28"80 | +3"13    |
| 6       | 10 | Christine Scheyer   | Austria              | 1'32"42 | 1            | 56"83   | 7           | 2'29"25 | +3"58    |
| 7       | 11 | Ramona Siebenhofer  | Austria              | 1'32"56 | 3            | 57"13   | 10          | 2'29"69 | +4"02    |
| 8       | 17 | Laura Gauché        | Francia              | 1'34"08 | 17           | 55"96   | 6           | 2'30"04 | +4"37    |
| 9       | 19 | Maruša Ferk         | Slovenia             | 1'33"07 | 6            | 57"05   | 8           | 2'30"12 | +4"45    |
| 10      | 22 | Julija Pleškova     | ROC                  | 1'33"54 | 14           | 57"16   | 11          | 2'30"70 | +5"03    |
| 11      | 25 | Tricia Mangan       | Stati Uniti          | 1'35"89 | 20           | 57"05   | 8           | 2'32"94 | +7"27    |
| 12      | 23 | Cande Moreno        | Andorra              | 1'34"05 | 16           | 1'00"29 | 14          | 2'34"34 | +8"67    |
| 13      | 2  | Greta Small         | Australia            | 1'34"38 | 18           | 1'00"17 | 13          | 2'34"55 | +8"88    |
| 14      | 26 | Tereza Nová         | Rep. Ceca            | 1'37"07 | 23           | 58"39   | 12          | 2'35"46 | +9"79    |
| 15      | 24 | Kong Fanying        | Cina                 | 1'41"95 | 24           | 1'05"73 | 15          | 2'47"68 | +22"01   |
|         | 1  | Isabella Wright     | Stati Uniti          | 1'33"72 | 15           | DNF     | DNF         | DNF     | DNF      |
|         | 6  | Nicol Delago        | Italia               | 1'33"12 | 9            | DNF     | DNF         | DNF     | DNF      |
|         | 8  | Keely Cashman       | Stati Uniti          | 1'33"09 | 7            | DNF     | DNF         | DNF     | DNF      |
|         | 9  | Mikaela Shiffrin    | Stati Uniti          | 1'32"98 | 5            | DNF     | DNF         | DNF     | DNF      |
|         | 12 | Romane Miradoli     | Francia              | 1'32"95 | 4            | DNF     | DNF         | DNF     | DNF      |
|         | 15 | Marta Bassino       | Italia               | 1'33"45 | 13           | DNF     | DNF         | DNF     | DNF      |
|         | 18 | Priska Nufer        | Svizzera             | 1'33"15 | 10           | DNF     | DNF         | DNF     | DNF      |
|         | 21 | Elvedina Muzaferija | Bosnia ed Erzegovina | 1'35"89 | 20           | DNF     | DNF         | DNF     | DNF      |
|         | 4  | Nevena Ignjatović   | Serbia               | 1'37"02 | 22           | DSQ     | DSQ         | DSQ     | DSQ      |
|         | 13 | Elena Curtoni       | Italia               | DNF     | DNF          | DNF     | DNF         | DNF     | DNF      |
|         | 14 | Roni Remme          | Canada               | DNF     | DNF          | DNF     | DNF         | DNF     | DNF      |